# Joël Perrault
Joël Perrault (né le 6 avril 1983 à Montréal, dans la province de Québec au Canada) est un joueur professionnel canadien de hockey sur glace. Il est l’actuel entraîneur de l’Océanic de Rimouski, dans la Ligue de Hockey Junior Maritimes Québec.

## Carrière
Repêché par les Mighty Ducks d'Anaheim lors du repêchage de 2001, il rejoignit le club-école de ses derniers après trois saisons passées avec le Drakkar de Baie-Comeau. Il passa par la suite aux Coyotes de Phoenix avec lesquels il fit ses débuts dans la Ligue nationale de hockey lors de la saison 2005-2006. Par la suite, il joignit brièvement l'organisation des Blues de Saint-Louis avant de revenir avec les Coyotes. Balloté trois saisons durant entre ces derniers et leur club ferme, le Rampage de San Antonio, Perrault s'engage finalement en 2010 dans le championnat de Suisse, au EV Zoug.
Le 1er juillet 2010, il signe en tant qu'agent libre avec les Canucks de Vancouver, profitant de la clause de libération pour la LNH figurant dans son contrat signé avec Zoug. Il rejoint quand même la Suisse un an plus tard, d'abord à Langnau, puis à Ambri,.

## Statistiques
| Saison     | Équipe                              | Ligue        |    | Saison régulière | Saison régulière | Saison régulière | Saison régulière | Saison régulière |   | Séries éliminatoires | Séries éliminatoires | Séries éliminatoires | Séries éliminatoires | Séries éliminatoires |
| Saison     | Équipe                              | Ligue        | PJ | B                | A                | Pts              | Pun              | PJ               | B | A                    | Pts                  | Pun                  |                      |                      |
| 1999-2000  | Gaulois du Collège Antoine-Girouard | Midget AAA   | 19 | 4                | 7                | 11               | 6                |                  |   |                      |                      |                      |                      |                      |
| 2000-2001  | Drakkar de Baie-Comeau              | LHJMQ        | 68 | 10               | 14               | 24               | 46               | 11               | 1 | 1                    | 2                    | 10                   |                      |                      |
| 2001-2002  | Drakkar de Baie-Comeau              | LHJMQ        | 57 | 18               | 44               | 62               | 96               | 5                | 2 | 0                    | 2                    | 6                    |                      |                      |
| 2002-2003  | Drakkar de Baie-Comeau              | LHJMQ        | 70 | 51               | 65               | 116              | 93               | 12               | 3 | 7                    | 10                   | 14                   |                      |                      |
| 2003-2004  | Mighty Ducks de Cincinnati          | LAH          | 65 | 14               | 14               | 28               | 38               | 9                | 1 | 1                    | 2                    | 2                    |                      |                      |
| 2004-2005  | Mighty Ducks de Cincinnati          | LAH          | 51 | 9                | 19               | 28               | 40               |                  |   |                      |                      |                      |                      |                      |
| 2005-2006  | Lynx d'Augusta                      | ECHL         | 3  | 4                | 2                | 6                | 2                |                  |   |                      |                      |                      |                      |                      |
| 2005-2006  | Pirates de Portland                 | LAH          | 25 | 12               | 12               | 24               | 20               |                  |   |                      |                      |                      |                      |                      |
| 2005-2006  | Rampage de San Antonio              | LAH          | 12 | 1                | 6                | 7                | 4                |                  |   |                      |                      |                      |                      |                      |
| 2005-2006  | Coyotes de Phoenix                  | LNH          | 5  | 1                | 1                | 2                | 2                |                  |   |                      |                      |                      |                      |                      |
| 2006-2007  | Rivermen de Peoria                  | LAH          | 2  | 0                | 2                | 2                | 7                |                  |   |                      |                      |                      |                      |                      |
| 2006-2007  | Rampage de San Antonio              | LAH          | 21 | 10               | 4                | 14               | 8                |                  |   |                      |                      |                      |                      |                      |
| 2006-2007  | Blues de Saint-Louis                | LNH          | 11 | 0                | 0                | 0                | 0                |                  |   |                      |                      |                      |                      |                      |
| 2006-2007  | Coyotes de Phoenix                  | LNH          | 15 | 1                | 2                | 3                | 14               |                  |   |                      |                      |                      |                      |                      |
| 2007-2008  | Rampage de San Antonio              | LAH          | 28 | 14               | 13               | 27               | 36               |                  |   |                      |                      |                      |                      |                      |
| 2007-2008  | Coyotes de Phoenix                  | LNH          | 49 | 7                | 10               | 17               | 48               |                  |   |                      |                      |                      |                      |                      |
| 2008-2009  | Rampage de San Antonio              | LAH          | 46 | 18               | 31               | 49               | 46               |                  |   |                      |                      |                      |                      |                      |
| 2008-2009  | Coyotes de Phoenix                  | LNH          | 7  | 2                | 1                | 3                | 4                |                  |   |                      |                      |                      |                      |                      |
| 2009-2010  | Rampage de San Antonio              | LAH          | 47 | 17               | 19               | 36               | 38               |                  |   |                      |                      |                      |                      |                      |
| 2009-2010  | Coyotes de Phoenix                  | LNH          | 2  | 1                | 0                | 1                | 0                |                  |   |                      |                      |                      |                      |                      |
| 2010-2011  | Moose du Manitoba                   | LAH          | 37 | 5                | 18               | 23               | 43               |                  |   |                      |                      |                      |                      |                      |
| 2010-2011  | Canucks de Vancouver                | LNH          | 7  | 0                | 0                | 0                | 0                |                  |   |                      |                      |                      |                      |                      |
| 2011-2012  | SC Langnau Tigers                   | LNA          | 23 | 5                | 6                | 11               | 20               |                  |   |                      |                      |                      |                      |                      |
| 2011-2012  | HC Ambrì-Piotta                     | LNA          | 27 | 7                | 11               | 18               | 36               | -                | - | -                    | -                    | -                    |                      |                      |
| 2012-2013  | HIFK                                | SM-liiga     | 20 | 4                | 5                | 9                | 28               | 5                | 0 | 1                    | 1                    | 16                   |                      |                      |
| 2013-2014  | Krefeld Pinguine                    | DEL          | 24 | 8                | 12               | 20               | 28               | 5                | 1 | 0                    | 1                    | 6                    |                      |                      |
| 2014-2015  | Krefeld Pinguine                    | DEL          | 42 | 13               | 19               | 32               | 56               | 3                | 0 | 1                    | 1                    | 14                   |                      |                      |
| 2015-2016  | Dragons de Rouen                    | Ligue Magnus | 12 | 2                | 2                | 4                | 14               | 15               | 1 | 7                    | 8                    | 28                   |                      |                      |
| Totaux LNH | Totaux LNH                          | Totaux LNH   | 89 | 12               | 14               | 26               | 68               |                  |   |                      |                      |                      |                      |                      |

## Trophées et honneurs personnels
- Ligue de hockey junior majeur du Québec
  - 2003 : nommé dans la 1re équipe d'étoiles
  - 2003 : trophée Jean-Béliveau
  - 2003 : trophée Michel-Brière
- Ligue canadienne de hockey
  - 2003 : nommé dans la 1re équipe d'étoiles

## Transactions
- 2001 : repêché par les Mighty Ducks d'Anaheim au 5e tour, à la 137e position.
- 9 mars 2006 : échangé aux Coyotes de Phoenix par les Mighty Ducks d'Anaheim en retour de Sean O'Donnell.
- 31 octobre 2006 : réclamé au ballotage par les Blues de Saint-Louis des Coyotes de Phoenix.
- 19 décembre 2006 : réclamé au ballotage par les Coyotes de Phoenix des Blues de Saint-Louis.
- 28 février 2011 : échangé aux Ducks d'Anaheim (avec choix de troisième rondes) contre Maxim Lapierre et MacGregor Sharp.